# Gmina związkowa Wethautal
Gmina związkowa Wethautal (niem. Verbandsgemeinde Wethautal) – gmina związkowa w Niemczech, w kraju związkowym Saksonia-Anhalt, w powiecie Burgenland. Siedziba gminy związkowej znajduje się w mieście Osterfeld.
Gmina związkowa zrzesza siedem gmin, w tym dwie gminy miejskie oraz pięć gmin wiejskich: 
- Meineweh
- Mertendorf
- Molauer Land
- Osterfeld
- Schönburg
- Stößen
- Wethau